# ルスランとリュドミラ
『ルスランとリュドミラ』（ロシア語: Руслан и Людмила）は、ミハイル・グリンカが作曲した、全5幕8場から成るオペラ。

## 概要
本作は1837年から1842年12月にかけて作曲されている。
原作はロシアの詩人アレクサンドル・プーシキンが1820年に最初の物語詩として著した『ルスラーンとリュドミーラ』。これを基にしてヴァレリアン・シルコフ、ネストル・クコリニク、ニコライ・マルケヴィチ含む作曲者グリンカら5名が共同で当作品のリブレット（台本）をロシア語にて作成した。
当初の構想ではプーシキン自身に台本を執筆してもらうことになっていたが、決闘で受けた傷が原因で亡くなったことから叶わず、やむなく楽曲を先に書き上げ、作曲者グリンカを含む5名が共同して楽曲の旋律に当てはめるなどして後付けで台本を作成するという結果となった。
ルスランとリュドミラについて最初に思いついたのは、有名なコメディアンのシャホフスキーでした。ある晩、プーシキンは自分の詩「ルスランとリュドミラ」について語り、自分は大きく変わるだろうと言いました。私は彼がどのような変更を加えようとしていたのかを正確に聞きたかったのですが、彼の早すぎる死によりその意図を果たすことができませんでした。

――ミハイル・グリンカ
本作では、設定場面としてフィンランドや悪魔の城などが用意されているほか、幻想的なバレエ・シーンも盛り込まれていることなどから、メルヘンオペラの一つに数えられている。
初演は1842年12月9日（ロシア旧暦で11月27日）、サンクトペテルブルクのボリショイ・カーメンヌイ劇場（石の大劇場；現在はサンクトペテルブルク音楽院）に於いてカルル・アリブレヒトの指揮により行われた。
最初のパフォーマンスは鈍くて、無愛想で、長かったです。成功は弱いものです。聴衆は退屈しているようでした。

――ユリ・アーノルドの回想録。 1892–1893年。 - Vol. 2. - P.249。
演奏時間は、全曲通しの場合、約3時間10分となっている。序曲のみ単独で演奏する場合、演奏時間は約5分。

## 背景

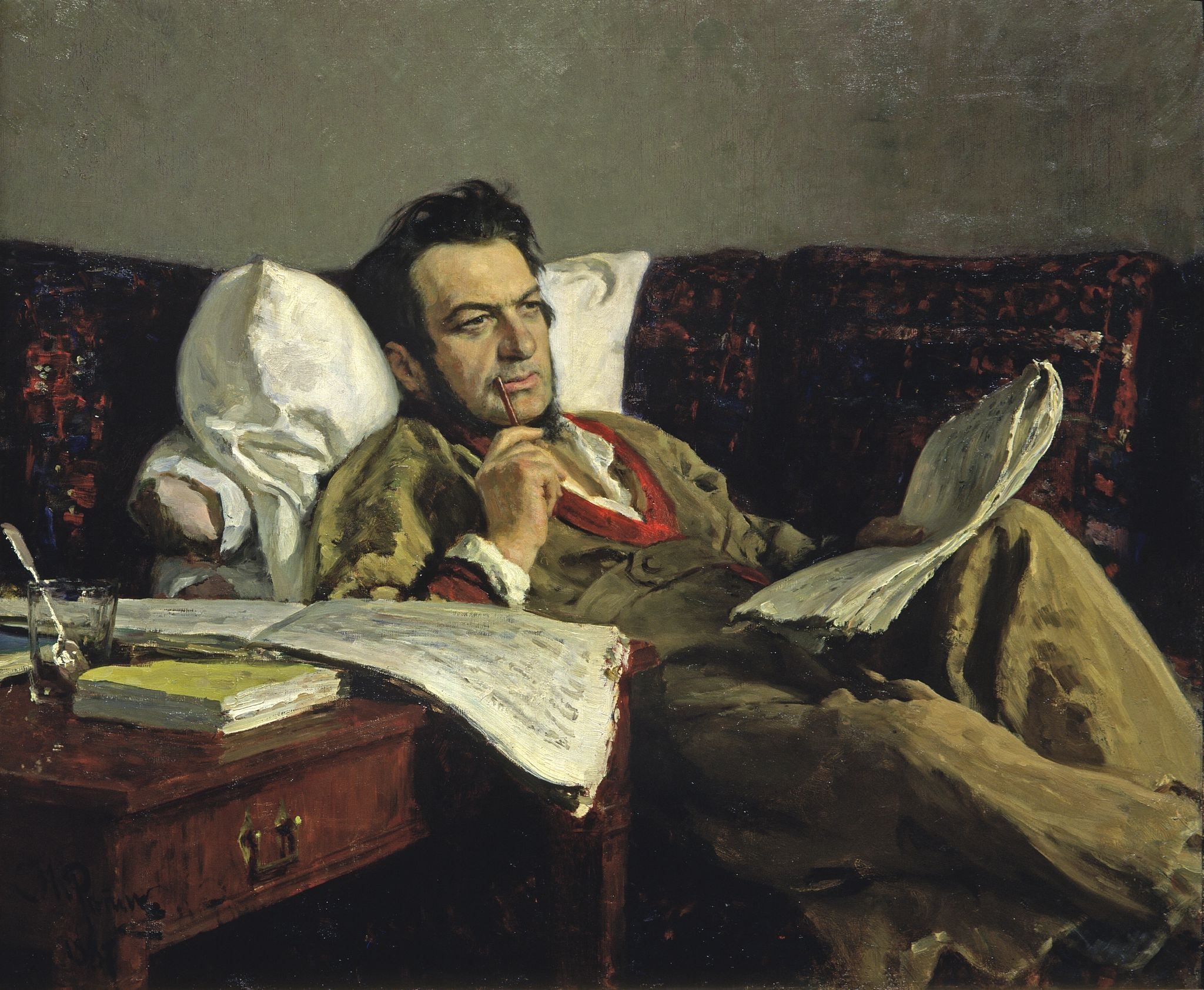
『ルスランとリュドミラ』を作曲しているグリンカ

『皇帝に捧げし命』の場合に同じく、『ルスランとリュドミラ』にもロシアの民俗音楽の特徴がいくつか用いられている。東方的な要素に加えて、不協和音や半音階、全音音階の想像性豊かな用法によっても名高い。管弦楽法で目立っているのは、第1幕において、スラヴの弦楽器グースリの音色を模してピアノやハープを用いている点である。グリンカが西欧のオペラを多く参考にしていることは、「ファルラーフのロンド」に一目瞭然であり、モーツァルトの『フィガロの結婚』やロッシーニの『セビリアの理髪師』のさしずめロシア版といったところである。はしゃぎ回るような序曲は、多くの楽団がレパートリーの一つに入れているなど、とりわけ名高い。
このグリンカの1作目のオペラは、『皇帝に奉げし命』と並んで、ロシアの国民オペラの基礎を固め、次世代のロシアの作曲家がそれを発展させていくことができるようにした。とりわけ『ルスランとリュドミラ』は、メルヘンを用いたロシア語オペラの模範となり、とりわけリムスキー＝コルサコフのオペラに道を拓いたのである。

## 登場人物と設定
- 時代設定＝キエフ大公国

- 主要な役柄
  - キエフ大公・スヴェトザール：バス
  - リュドミラ（大公の娘）：ソプラノ
  - ルスラン（キエフ大公国の騎士でリュドミラの許婚）：バリトン
  - ラトミール（ハザールの王子）：コントラルト
  - ファルラーフ（ヴァリャーグの騎士）：バス
  - ゴリスラヴァ（ラトミール王子の恋のとりこになった女性）：ソプラノ
  - 白魔術師・フィン：テノール
  - 魔女・ナイーナ：メゾソプラノ
  - 吟遊詩人・バヤン：テノール
  - 小人・チェルノモール（黒魔術師、人さらい）
  - 大頭：合唱
- 脇役（その他大勢の役柄でいずれも複数）
  - キエフ大公国の王子、騎士、貴族、女中、侍女、給仕、警備隊、酌人（高官の一種）、ストルニク（スラヴの高官の一種）、大公の軍隊、民衆。
  - 魔法の城の女中、浅黒いムーア人、小人、チェルノモールの下僕、ニンフ、水の精

## あらすじ
キエフ大公国のスヴェトザール大公の娘・リュドミラ姫と騎士・ルスランの婚礼の宴席の途中、魔術師・チェルノモールが現われ、リュドミラをさらっていく。大公は、ルスラン、およびその場にいた若者ら（やはり姫に恋している）に、娘を無事に取り戻した者に娘を与えると宣言する。そのため、ルスランを含む若者3人（元の物語では4人）が助けに行く。最終的に、3人のうちのルスランが、魔術や誘惑、他の若者の妨害などを切りぬけ、娘を連れて帰り、2人は無事に結ばれる。

### 第1幕
スヴェトザール大公の宴会場にてリュドミラ姫と騎士・ルスランの婚礼の宴が行われている。招待客らは、真の愛による幸せは苦難の後に得られると予言する吟遊詩人・バヤンの歌に耳を傾けている。姫は、父との別れに悲しみながら、また、騎士・ファルラーフ、王子・ラトミールら（求婚が叶わなかった若者ら）に慰めの言葉を掛け、そしてルスランに身を捧げることを誓い、大公が2人を祝福する。突然、真っ暗となり、落雷の音が鳴る。人々は、呪文により体が動かなくなり、2匹の魔物が姫をさらっていく。灯りが点き、みな体が動くようになるが、姫がいないことが分かり大騒ぎとなる。大公は、姫を取り戻した者に大公国の半分と姫を与えると約束する。3人の若者たちは、姫を取り戻すべく、旅路の支度をする。

### 第2幕

#### 第1場
騎士・ルスランは、親切な白魔術師・フィンの洞窟までやって来る。フィンは、黒魔術師・チェルノモールが姫をさらったことと、ルスランこそが魔術師・チェルノモールを倒す人物だと告げる。ルスランは、なぜフィンがこのような荒地に住んでいるのかと尋ねると、フィンは昔話を語り始める。
…遥か昔、フィンは羊飼いをしており、ナイーナという美少女に恋をした。告白するが断わられてしまったフィンは、そこを去り、戦に行った。戦利品を携えて帰り、戦利品を贈り物としてナイーナに差し出すが、やはりまた拒絶されてしまった。そこで、フィンは、ナイーナを手に入れるため、魔法を学ぶ決意をし、それから何年も経った。とうとうフィンは、魔術により彼女を呼び出そうとするが、召喚されて現われたのは、年老いた、白髪の背中の曲がった小女であった。実は、これがナイーナの成れの果てで、今では、フィンへの熱情のせいでおかしくなっている。フィンは逃げ出し、それ以来ずっと隠れている。フィンに棄てられたことにより、ナイーナは復讐の炎に燃えており、ナイーナの復讐は今後、ルスランにも及ぶだろう。
以上のように語ると、白魔術師フィンは、リュドミラ姫は無事であることを保証し、ルスランに進路を北に取るよう教える。ここで2人は退場する。

#### 第2場
荒地にて、臆病者の騎士・ファルラーフが、姫を捜す旅を続けようかどうか悩んでいる。そのとき、老魔女・ナイーナがファルラーフに近づいてきて、姫を手に入れ、ルスランを遠ざけてやると約束する。ナイーナが消え去ると、ファルラーフは勝利を確信して大喜びをする。

#### 第3場
騎士・ルスランが霧の立ちこめた荒地にやって来る。そこには、過去の戦で倒れた者の骨や武具が転がっている。何がこのような有り様を引き起こしのかと考えると、ルスランは、自分もまた同じようになるのではなかろうかと思い悩む。ルスランは、自分の壊れた武器の代わりに、地面から新しい盾と槍を選ぶが、新しい防具にふさわしい重厚な剣は見つからない。霧が晴れると、「大頭」が登場し、口から息を吹きだし、嵐を起こして、ルスランを吹き飛ばそうとする。ルスランが槍で大頭を打つと、大頭は倒れ、下から剣が現われる。ルスランは剣を手に取り、そして大頭にどこからか来たのか尋ねる。大頭は、息も絶え絶えに、自分がかつては巨人であり、弟の小人が黒魔術師・チェルノモールであると説明した。また、この剣は、兄弟2人を殺す運命をもち、チェルノモールは、運命に抗うために、兄である巨人を騙して首を斬り、この剣の上まで生首を飛ばして、剣を守らせたのだと語った。剣を手にしたルスランに、大頭は、仇を討ってくれるよう頼む。

### 第3幕
若い女中らが旅人を誘惑して、魔女・ナイーナの城に誘い込んでいる。ゴリスラヴァが登場し、ラトミール王子を探している。ラトミール王子は、ゴリスラヴァを恋のとりこにしたあげく、彼女を棄てたのだった。ゴリスラヴァが去った後、ラトミール自身が登場し、女中らの呪文に捕らわれて、魔法で踊りだす。そして、魔女の城に誘い込まれた最後の旅人はルスランである。ルスランは、ゴリスラヴァを一目見たとたん、リュドミラ姫を忘れてゴリスヴァラに恋してしまう。しかし、突然、白魔術師・フィンが登場し、ラトミール王子とゴリスラヴァ、そしてルスランとリュドミラ姫、各々の幸せな未来を予言すると、魔女の城は森に変わり、若者らは、再び姫を救う決心をする。

### 第4幕

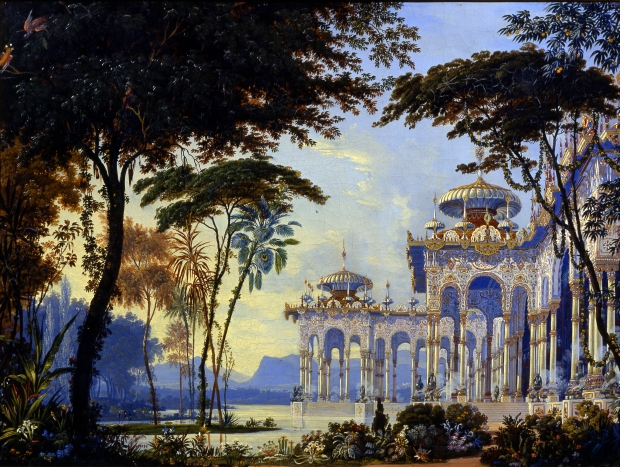
「チェルノモールの魔法の庭園」のデザイン画《1842年》

チェルノモールの魔法の庭園で、リュドミラ姫は、ルスランを待ちこがれながら、魔術に捕らわれないよう必死に抵抗している。黒魔術師・チェルノモールがお付きの者と登場し、踊りが始まる。トランペットが鳴って、ルスランの到着を告げると、チェルノモールは、眠りの呪文を姫に掛けて、ルスランと戦うために出て行く。暫くもしないうちに、ルスランが登場、勝利の印に、チェルノモールの鬚を兜に絡めている。目を覚まそうとしないリュドミラ姫を目にして、ルスランは、ラトミール王子とゴリスラヴァとともに嘆き悲しむが、魔法使いの助けを得るため、姫を連れてキエフ大公国に帰ることにする。チェルノモールのかつての下僕たちも自由の身となって後から付いてくる。

### 第5幕

#### 第1場
月明かりの下、谷間で、姫を連れたルスラン、ラトミール、ゴリスラヴァは野宿する。見張りに立つラトミールは、ルスランの身を案じ、また自分がゴリスラヴァと改めて一緒になれて幸せだという気持ちを表す。突然、下僕たちが登場し、たった今、リュドミラ姫が再びさらわれ、ルスランが姫を捜し求めて出発したと告げる。ここへ、白魔術師・フィンが登場し、キエフ大公国に戻った際に姫の目を覚まさせる魔法の指輪をラトミールにわたす。

#### 第2場
リュドミラ姫がスヴェトザール大公の宴会場で眠っている。なんと、臆病者のファルラーフが、魔女・ナイーナの助けを得て、姫をさらってキエフ大公国に戻り、自分が姫を助けたと言うのであった。しかし、ファルラーフは、姫を目覚めさせることができない。馬の足音がして、ルスラン、ラトミール、ゴリスラヴァが到着する。ルスランが魔法の指輪を姫の所に持っていき、姫を目覚めさせる。
場面はキエフ大公国の景色に転換、人々は、神々の名や祖国を称え、若い2人の門出を祝っている。

## 楽器編成
| 木管   | 木管       | 金管     | 金管     | 打       | 打                                             | 弦       | 弦       |
| ------ | ---------- | -------- | -------- | -------- | ---------------------------------------------- | -------- | -------- |
| Fl.    | 2、Picc.1  | Hr.      | 4        | Timp.    | ●                                              | Vn.1     | ●        |
| Ob.    | 2（E.Hr.） | Trp.     | 2        | 他       | S.D.、B.D.、Cym.、Tamb.、Tam-tam、Tri.、Glock. | Vn.2     | ●        |
| Cl.    | 2          | Trb.     | 3        | 他       | S.D.、B.D.、Cym.、Tamb.、Tam-tam、Tri.、Glock. | Va.      | ●        |
| Fg.    | 2、C.Fg.1  | 他       |          | 他       | S.D.、B.D.、Cym.、Tamb.、Tam-tam、Tri.、Glock. | Vc.      | ●        |
| 他     |            | 他       | Cb.      | 他       | S.D.、B.D.、Cym.、Tamb.、Tam-tam、Tri.、Glock. | ●        |          |
| その他 | その他     | Hp.、Pf. | Hp.、Pf. | Hp.、Pf. | Hp.、Pf.                                       | Hp.、Pf. | Hp.、Pf. |

序曲単独の場合、上記編成からピッコロ、ハープ、ピアノと、ティンパニ以外の打楽器を省いた楽器編成である。

## 音楽

### 主要なアリアと楽曲
序曲
第1幕
リュドミラのカヴァティーナ「辛くてたまらないのです、大切なお父さま（Грустно мне, родитель дорогой!）」
第2幕
フィンとルスランのバラード「ようこそ、我が息子よ（Добро пожаловать, мой сын）」
ファルラーフのロンド「我が勝利の時は近い（Близок уж час торжества моего）」
ルスランのアリア「おお、野原よ野原よ! 誰がお前を死者の骨で覆ったのか（О поле, поле, кто тебя усеял мертвыми костями）」
第3幕
ラトミールのアリア「昼の暑さが夜の帳にとってかわった（И жар и зной сменила ночи тень）」
舞曲
第4幕
リュドミラのアリア
チェルノモールの行進曲[（Марш Черномора）
東洋の踊り（Восточные танцы）
トルコ人の踊り（турецкий танец）
アラビアの踊り（арабский танец）
レズギンカ（лезгинка）

### 作品を構成する楽曲
| 序曲 第1幕 No.01：前奏（間奏曲） No.02：リュドミラのカヴァティーナ No.03：第1幕終結 第2幕 No.04：間奏曲 No.05：フィンのバラード No.06：ルスランとフィンの二重唱 No.07：情景とファルラーフのロンド No.08：ルスランのアリア No.09：「頭」が姿を現す情景 No.10：「頭」の語り - 第2幕終結 | 第3幕 No.11：間奏曲 No.12：ペルシャの合唱 No.13：ゴリスラヴァのカヴァティーナ No.14: ラトミールのアリア No.15: 舞曲 Allegro moderato Adagio Grazioso Coda No.16：第3幕終結 | 第4幕 No.17：間奏曲 No.18：情景とリュドミラのアリア No.19：チェルノモールの行進曲 No.20：東洋の踊り No.21：合唱 No.22：第4幕終結 第5幕 No.23：間奏曲 No.24：ラトミールのロマンス No.25：レチタティーヴォと合唱 No.26：フィンとラトミールの二重唱 No.27：終結（幕） |

## 序曲について
本作の序曲は、冒険への序章ともいえる躍動的な作りとなっており、グリンカの全作品の中で最もポピュラーな楽曲の一つと目されているのみならず、ロシアを代表する管弦楽曲とも位置づけられていることから、オーケストラ演奏会において単独で演奏される機会が多い。
序曲は、初演のリハーサルと並行して書き上げられた。
ニ長調のソナタ形式で、2分の2拍子。主題が本編で使用されている音楽から採用されるなど、西洋の伝統的なオペラ序曲と同じスタイルで書かれている。
冒頭はトゥッティで忙しなく駆け巡るが如くに奏でられ、続いて弦楽器による目まぐるしい動きを伴う第1主題が登場する。この第1主題は本題のうち第5幕の終末に設定されている婚礼の場で登場する合唱「偉大な神々に栄えあれ！」の旋律が採用されている。暫くするとヴィオラやチェロ等により流麗且つ哀愁を帯びつつ奏でられる第2主題が登場、この第2主題では本題のうち第2幕に登場する騎士ルスランのアリア「雷神よ、腕にかなう鋼の刀を我に与えよ」の旋律が採られている。

その後、これら両主題が軸となって曲は軽快に進行する。そして、最後のところでファゴットとトロンボーンによる下降音型が重ねられる。これは本題の中の第1部に登場する、悪魔チェルノモールが花嫁を奪いに現れる際に奏でられるモティーフから採られたもので、全音音階が用いられている格好となっている。
なお、この序曲には速度指示としてプレスト（Presto）が指定されており、グリンカも「全速力で疾走するような」演奏を要求している。そのことも相まって、弦楽セクションの妙技や爽快かつ華麗なサウンドを満喫できるという。
この序曲の冒頭部分は、かつて『N響アワー』のオープニングテーマとして使用されていたことがあり、日本ではこのこともまた馴染みやすさと知名度向上に一役買っていたということができる。また、クラシック音楽番組以外でも、1970年代後半に福岡放送のローカルニュース番組「FBSニュースリポート」のオープニングにも使用されたことがある。

## 主な全曲録音
メロディア録音はサイト「ソビエト連邦のレコード・カタログ」、その他はDiscogsの検索結果による。
| 録音年 | 指揮者 管弦楽団・合唱団                                           | 配役 スヴェトザール リュドミラ ルスラン ラトミール ファルラーフ ゴリスラヴァ フィン ナイーナ バヤン | レーベル        | 備考                              |
| ------ | ----------------------------------------------------------------- | --- | --------------- | --------------------------------- |
| 1938   | サムイル・サモスード指揮 ボリショイ劇場管弦楽団、合唱団           | マクシム・ミハイロフ ヴァレリヤ・バルソヴァ マルク・レイゼン エリザヴェータ・アントーノヴァ ヴァシリー・ルベンツォフ エレーナ・スリヴィンスカヤ ニカンドル・ハナーエフ リュボーフィ・スタヴロフスカヤ ソロモン・フロムチェンコ | メロディア      |                                   |
| 1954   | キリル・コンドラシン指揮 ボリショイ劇場管弦楽団、合唱団           | ウラディーミル・ガヴリュショフ ヴェラ・フィルソヴァ イヴァン・ペトロフ エフゲニヤ・ヴェルビツカヤ アレクセイ・クリフチェニヤ ニーナ・ポクロフスカヤ ゲオルギー・ネレップ エレーナ・コルネーエヴァ セルゲイ・レーメシェフ       | メロディア      | 1950年録音説有り。 （他社復刻盤） |
| 1978   | ユーリ・シモノフ指揮 ボリショイ劇場管弦楽団、合唱団               | ヴァレリー・ヤロスラヴツェフ ベラ・ルデンコ エフゲニー・ネステレンコ タマーラ・シニャフスカヤ ボリス・モロゾフ ニーナ・フォミナ アレクセイ・マスレンニコフ ガリーナ・ボリソヴァ アレクサンドル・アルヒーポフ                   | メロディア      |                                   |
| 1995   | ヴァレリー・ゲルギエフ指揮 マリインスキー劇場管弦楽団、合唱団     | ミハイル・キット アンナ・ネトレプコ ウラディーミル・オグノヴェンコ ラリッサ・ジャチコヴァ ゲンナジー・ベズズベンコフ ガリーナ・ゴルチャコーヴァ コンスタンティン・プルージニコフ イリーナ・ボガチョヴァ ユーリー・マルーシン   | Philips Records | ライヴ録音                        |
| 2003   | アレクサンドル・ヴェデルニコフ指揮 ボリショイ劇場管弦楽団、合唱団 | ヴァディム・ルィンコフスキー エカテリーナ・モロゾヴァ タラス・シュトンダ アレクサンドラ・ドゥルセネヴァ ヴァレリー・ギルマノフ マリヤ・ガヴリーロヴァ ヴィタリー・パンフィーロフ イリーナ・ドレンコ マクシム・パステル         | PENTATONE       | ライヴ録音                        |